# Dibirki
Dibirki (arab. دبركي) – miejscowość w Egipcie, w muhafazie Al-Minufijja. W 2006 roku liczyła 17 467 mieszkańców.